# 北川香織
北川 香織（きたがわ かおり、1983年12月11日 - ）は、日本のファッションモデル。東京都出身。モデル事務所ZOOM所属。身長170cm。血液型はA型。ミス・インターナショナル07 日本代表選出大会ファイナリスト。

## 人物
- 趣味は映画鑑賞、カラオケ。
- 特技は、ピアノ演奏、クラリネット演奏、バドミントン、水泳、マラソン。
- 「信じて努力する」「夢は諦めなければ絶対に叶う」「努力すれば結果は残る」「出会った人は大切にする」を信条としている。
- 好きな音楽は洋楽全般で、特にR&Bを好んで聴く。
- 尊敬する著名人は、アメリカ合衆国出身のファッションモデルで女優のパリス・ヒルトン。
- 温泉好きで、実家の近くに3ヶ所ある温泉に週2～3回の割合で通っている。

## 来歴
- 幼い頃から芸能界に興味を持ち、1992年、小学3年生の時に総合芸能養成事務所「東京宝映テレビ株式会社」（現宝映テレビプロダクション）に入団し、毎週一人で通うようになる。小学校卒業まで演技や歌、日本舞踊のレッスンを受けた。同事務所時代の同期に、俳優の小栗旬やウゴウゴルーガの「ウゴウゴくん」役田嶋秀任がいる。なお、元女優で衆議院議員の三原じゅん子も同事務所の卒業生である。
- 中学校に入学すると同時に、勉学に集中するためレッスンを休止。
- 中学卒業後は、保育士を目指し保育士専門の高校へ入学するが、授業内容が自分の目指していた理想とは違うことに気付き、高校2年生の夏に1ヶ月間、カナダにホームステイをする。
- 2001年4月、高校時代に経験したカナダでのホームステイが転機となり、東京の短期大学英語学科に入学。
- 短期大学在学中、就職先に英語が活かせるキャビンアテンダントや通訳なども視野に入れていたが、ある日書店に入った際オーディション雑誌に目がとまり、モデルになることを決意。モデル事務所に自ら連絡を取り、数社から声がかかる。
- その中の事務所青山オフィスに所属するが、基礎が全く無いことに悩み、短期大学卒業後、モデル科のある専門学校「二葉ファッションアカデミー」に1年間通学。ウォーキング（モデル、タレントの舞台向け歩行）などを学んだ。
- 2005年、モデル事務所ZOOMに所属。

## TV
- ミス・インターナショナル（2007年1月28日テレビ東京系列）

## 雑誌
- メンズTBCと関西ウォーカー（Kansai Walker:角川書店）タイアップモデル（2006年2月）
- 「GLAMOROUS」（講談社）「スキニーデニム」2ページ掲載（2006年9月号）
- 「GLAMOROUS」（講談社）丸の内OL役（2006年10月号）
- 「るるぶ」（JTBパブリッシング）恵比寿・代官山特集、モデルおすすめセレクトショップでコメント（ 2006年9月撮影）
- 「ヘアカタログ」（アレンジが楽しくなる、自分の髪が好きになる、まとめ髪＆ヘアアレンジ スタイルBOOK）モデル3ページ
- 「Hyper Scooter Forza」（ニューズ出版）別冊ムックウェア紹介モデル （2006年10月31日発売号）
- 「トランスクーターvol.43」（ニューズ出版）モデル（2006年11月1日発売号）
- 「SPA!」と「KDDI」のタイアップモデル（2007年2月20日発売号）

## 広告
- 雑誌『MORE』とTBCのエステ広告タイアップモデル2ページ掲載（2005年10月号）
- 「EDWIN」ジーンズHP足モデル（2005年～2007年）ヴィーナスジーンズ 店頭用看板
- 「ポンズ化粧品」店頭用VP（2006年2月）
- 雑誌「CAZ」エステ広告タイアップ足モデル（2006年4月24日発売号）
- 雑誌「LUCI」エステ広告レザンジュ　タイアップモデル（2006年11月号）

## ステージ
- 「東京モーターショー2005」グッドイヤーブースステージモデル
- 「東京オートサロン2006」パイオニアブース、ステージモデル
- ウェラヘアショーモデル、CanCamモデルと共演（2007年4月）

## その他
- クラウディア（ブライダル）展示会モデル（2006年5月）
- 楽天ネットショッピング「休日モード」モデル（2006年11月9日撮影）
- 映画「BABEL」エキストラ出演
- YAHOOビューティーヘアケアTOPページモデル（2007年6月15日～1ヶ月間）
- ウェラパンフレット（ヘアーカラーモデル：2007年4月撮影）
- 静岡フリーペーパー「S-CORT」静岡名所案内モデル（2007年5月撮影）